# Stand Up (пісня Лудакріса)
«Stand Up» — пісня репера Лудакріса, випущена як другий офіційний сингл з його четвертого альбому Chicken-n-Beer 19 серпня 2003 року. Це був його перший сингл номер один. У пісні взяла участь Shawnna. Продюсером пісні виступив Каньє Вест і сам Лудакріс.
Пісня очолювала чарт Billboard Hot 100 протягом тижня, починаючи з 6 грудня 2003 року, і очолювала чарт Hot R&B/Hip-Hop Songs протягом чотирьох тижнів, зробивши її першим номером один для репера в обох чартах відповідно. Загалом «Stand Up» провів 28 тижнів у чарті Hot 100. Лудакріс був номінований на премію «Греммі» за найкраще сольне реп-виконання.
Пісня з’явилася в рекламному ролику абсолютно нового Mercedes-Benz A Class Sedan 2019 року, який з’явився під час Super Bowl LIII 3 лютого 2019 року. У рекламному ролику зображений сам Лудакріс, який виконує пісню в опері, а також представлені Вайл Е. Койот і Дорожній бігун і Звільніть Віллі.

## Музичне відео
На пісню був знятий кліп. Лудакріс читає реп у нічному клубі з багатьма химерними елементами, такими як величезна пляшка пива, з якої він п’є, гігантські кросівки, які він пізніше одягає, танці інвалідів у візках, жінка, чий зад зростає до величезних розмірів після поцілунку з Лудою, Луда та ще одна жінка в дитинстві та багато іншого, зі сценами, які здебільшого натякають на текст пісні. Chingy, Katt Williams, 2 Chainz, Scooter Braun, Каньє Вест (продюсер пісні), Тайра Бенкс & Лорен Лондон виступили в ролі камео.

## Список композицій
1. Stand Up - 3:35
2. Stand Up (Fatboy Slim Remix) - 5:04

## Чарти
| Чарт (2003–2004)                          | Найвища позиція |
| ----------------------------------------- | --------------- |
| Австралія (ARIA)                          | 30              |
| Австралія (ARIA) Urban Singles            | 12              |
| Австрія (Ö3 Austria Top 75)               | 63              |
| Німеччина (Media Control AG)              | 56              |
| Ірландія (IRMA)                           | 43              |
| Італія (FIMI)                             | 19              |
| Нова Зеландія (RIANZ)                     | 13              |
| Шотландія (Official Charts Company)       | 28              |
| Швейцарія (Media Control AG)              | 22              |
| Велика Британія (UK R&B Chart)            | 8               |
| Велика Британія (Official Charts Company) | 14              |
| США (Billboard Hot 100)                   | 1               |
| США (Hot R&B/Hip-Hop Songs) (Billboard)   | 1               |
| США (Rap Songs) (Billboard)               | 1               |
| США (Mainstream Top 40) (Billboard)       | 9               |
| США (Rhythmic) (Billboard)                | 1               |